# Alkhaly Soumah
Alkhaly Soumah (ur. 6 kwietnia 1975 w Konakry) – gwinejski piłkarz, grający na pozycji pomocnika, reprezentant Gwinei.

## Kariera piłkarska

### Kariera klubowa
Karierę piłkarską rozpoczął w miejscowym klubie Hafii FC. Latem 1995 przeszedł do marokańskiego Wydadu Athletic Club, a podczas przerwy zimowej sezonu 1995/96 wyjechał do Europy, gdzie został piłkarzem Stomilu Olsztyn. Latem 1997 przeniósł się do ukraińskiego klubu Karpaty Lwów, w którym występował przez dwa sezony. Potem wyjechał do Niemiec, gdzie reprezentował barw klubów Wolfenbütteler SV, TSV Havelse, FSV Lok Altmark Stendal oraz Berliner AK 07.

### Kariera reprezentacyjna
Występował w reprezentacji Gwinei, m.in. w Pucharze Narodów Afryki 1994 i Pucharze Narodów Afryki 1998.

## Sukcesy i odznaczenia
- brązowy medalista Mistrzostw Ukrainy: 1998